# Monitorul Oficial
Le Moniteur officiel de Roumanie, (roumain : Monitorul Oficial al României), ou simplement Moniteur officiel, est le journal officiel de la Roumanie. Les lois, les décrets présidentiels, les ordonnances gouvernementales et la plupart des normes légales y sont publiés. Son origine remonte au bulletin officiel de la principauté de Valachie, dont le premier numéro est paru en 1832. Le premier numéro du Monitorul Oficial lui-même n'est paru qu'en 1877, peu avant le début de la guerre russo-turque de 1877-1878.

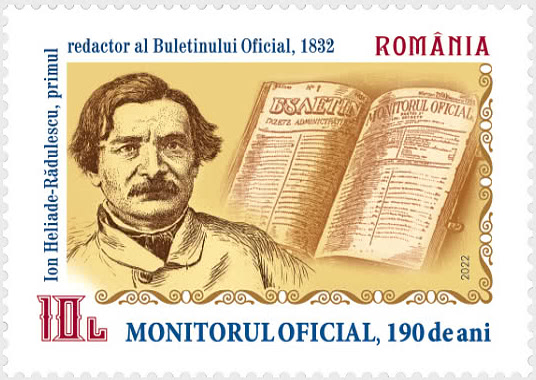
Timbre roumain de 2022 célébrant les 190 ans du Monitorul Oficial.